# Museo del mare (Trieste)
Il Museo del mare è uno storico museo triestino fondato nel 1904, al suo interno è raccolta una vasta collezione di documenti ed oggetti che raccontano la storia dell'attività portuale e marinara della città di Trieste.

## Storia del museo
Il più antico gruppo che si occupò di raccogliere documenti sull'attività portuale Triestina fu la società di Pesca e Pescicoltura Triestina, fondata nel 1888, che nel anno 1904 istituì il primo museo della pesca a Trieste.
Pian piano grazie all'essenziale contributo dell'istituto Nautico il museo acquistò nuovi oggetti e documenti grazie ai quali poté ampliare gradualmente l'esposizione. Tutta la collezione venne conservata dalla Società Adriatica di Scienze Naturali, venne poi nel 1968 spostata alla nuova sede del museo del Mare, ove risiede tutt'oggi.

## La sede
Il museo ha avuto sede dalla sua fondazione, nel 1904, al 2019 in una storica palazzina che inizialmente riportava il civico numero 1, edificata nel 1721, per ospitare gli uffici del Lazzaretto San Carlo e successivamente l'Arsenale di Artiglieria, che venne spostato dopo un grave incidente dal castello di San Giusto. La palazzina venne poi ristrutturata secondo il progetto di Umberto Nordio così come si può vedere oggi. 
 Dal 4 ottobre 2023 è aperta al pubblico la nuova sede del Museo del Mare al Magazzino 26 del Porto Vecchio.  Costruito tra il 1893 ed il 1897, l’edificio si articola su cinque livelli: un seminterrato, un piano rialzato e tre piani superiori. La storica funzione di magazzino oggi viene recuperata e reinterpretata in modo funzionale alle necessità di accogliere non più le merci ma un museo ed una biblioteca specialistica.

## Esposizioni
Il civico museo del mare propone la storia e l'evoluzione dell'attività portuale e marinara a Trieste, accompagnandola con la storia dell'evoluzione delle navi. 
 Nel percorso di visita si possono apprezzare importanti reperti provenienti dall’Accademia di Commercio e Nautica di Trieste, fondata dall’imperatrice d’Austria Maria Teresa nel 1754, tra cui un globo terrestre ed uno celeste. 
 Non mancano i modelli dei grandi velieri mercantili realizzati dai cantieri, le riproduzioni di sezioni delle imbarcazioni a fini didattici, fino ai modelli delle navi destinate alle esplorazioni nei diversi continenti. 
 Tra le varie sezioni tematiche di particolare rilievo è la Sala Marconi, ove è conservato il tasto con cui il 26 marzo 1930, alle 11.03, Guglielmo Marconi dalla  nave Elettra ancorata  allo Yacht Club italiano di Genova invia il segnale che accende le tremila lampadine del Municipio di Sydney a 14.000 miglia di distanza. Sono inoltre presenti nel museo una sezione trasversale dello scafo, un'ancora ed alcune apparecchiature dell'attrezzatura radiotecnica che si trovava a bordo dell'Elettra.